# Sorg
 Der er for få eller ingen kildehenvisninger i denne artikel, hvilket er et problem. Du kan hjælpe ved at angive troværdige kilder til de påstande, som fremføres i artiklen.

Sorg er en følelsesmæssig situation, der alt efter kultur og historisk periode opfattes forskelligt. Sorg er ikke en sygdom, men en proces, der igangsættes af et tab, ofte dødsfald, skilsmisse eller andre eksistentielle ændringer. I de fleste tilfælde fremkalder andres død en sorgperiode. 
I nogle kulturer vil man søge råd/trøst hos en præst, iman eller andre religiøse rådgivere. I den vestlige verdens kultur i moderne tid opfattes sorgen for det meste som en psykologisk tilstand der kræver terapi. Også alternativ terapi som for eksempel Clairvoyance benyttes til bearbejdelse af sorg. 
Igennem tiden har der været forskellige traditioner for hvordan man håndterer sorgen. Emma Gad har i Takt og Tone fra 1918 beskrevet nogle hensyn man bør tage. Især kvinder har været underlagt regler om påklædning og opførsel i en given sørgeperiode.
I Pakistan 2007 blev der erklæret en sørgeperiode på 40 dage i forbindelse med Benazir Bhuttos død.